# Holzdorf (Jessen)
Holzdorf è una frazione (Ortsteil) della città tedesca di Jessen (Elster), nel Land della Sassonia-Anhalt.

## Storia
Il 1º gennaio 1992 venne aggregato al comune di Holzdorf il comune di Kremitz; in seguito il comune di Holzdorf fu soppresso e aggregato alla città di Jessen (Elster).